# Amiga Survivor
Amiga Survivor a fost o revistă lunară de informatică publicată de Crystal Software. Primul număr a fost publicat în iunie/iulie 1998. Această publicație a început inițial ca un fanzin de dimensiunea A5 alb-negru, numit The Domain, dar în cele din urmă a devenit o revistă color A4. În 2000, revista a fost vândută către CS&E. Robert Iveson a fost redactorul  revistei. Revista a încetat să apară în 2001.